# Reghaïa
Reghaïa (em árabe: الرغاية) é um município localizado na província de Argel, no norte da Argélia. Sua população era de 85 452 habitantes, em 2008.